# Xi1 Capricorni
Xi1 Capricorni (2 Capricorni) é uma estrela na direção da constelação de Capricornus. Possui uma ascensão reta de 20h 12m 25.76s e uma declinação de −12° 37′ 01.3″. Sua magnitude aparente é igual a 5.84. Considerando sua distância de 91 anos-luz em relação à Terra, sua magnitude absoluta é igual a 3.60. Pertence à classe espectral F5V.